# 考艾岛夜蛾
考艾岛夜蛾（學名：Agrotis tephrias）是一种已灭绝的蛾，它们是夏威夷考艾岛的特有种。